# Johannes Theodor Reinhardt

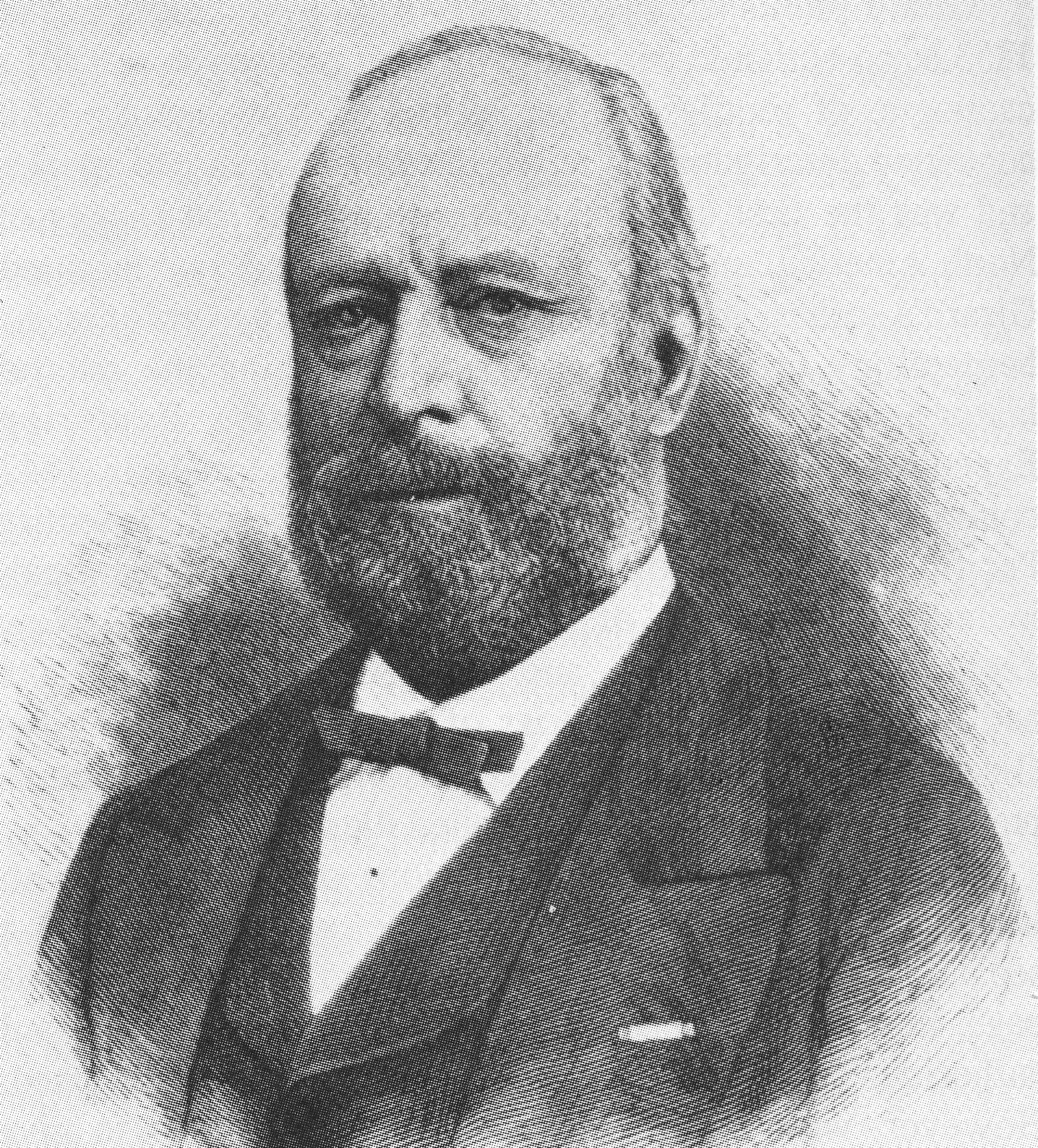
Johannes Theodor Reinhardt

Johannes Theodor Reinhardt (3 de dezembro 1816, Copenhague – 23 de outubro 1882, Frederiksberg) foi um  zoólogo e herpetólogo dinamarquês. Era filho de Johannes Christopher Hagemann Reinhardt.
Em 1847, ele se tornou curador de vertebrados terrestre no Museu Königlichen Naturhistorischen em Copenhague (agora Museu de Zoologia da Universidade de Copenhague). Deu aulas de zoologia na Danmarks Tekniske Universitet (1856-1878) e na Universidade de Copenhague (1861-1878). Em 1854, recebeu o título de professor universitário.
Durante as décadas de 1840 e 1850, ele periodicamente trabalhou no Brasil, como assistente do paleontólogo Peter Wilhelm Lund (1801-1880). Foi um dos primeiros a apoiar a teoria da evolução de Charles Darwin, e foi crítico da teoria de George Cuvier sobre como se dava a extinção de espécies.
Com Christian Frederik Lütken (1827-1901), foi co-autor do Bidrag til Kundskab om Brasiliens Padder og Krybdyr (Contribuições ao conhecimento de anfíbios e répteis brasileiros).
Em 1848 Hermann Schlegel nomeu uma espécie de píton, em sua homenagem: Charina reinhardtii.